# Areometar
Areometar je uređaj ili mjerni instrument za mjerenje gustoće tekućina. Sastoji se od staklene cijevi koja je pri dnu proširena u takozvani trbuh koji sadrži uteg (olovnu sačmu, živu, i slično), a pri vrhu se sužava u takozvani vrat koji sadržava mjernu ljestvicu.
Areometar radi na principu Arhimedovog zakona. Najtočniji areometri imaju najtanje vratove. Neki imaju ugrađeni termometar koji služi provjeri temperature tekućine. Areometri su baždareni za točno određenoj temperaturi. Ima ih više vrsta, ovisno o tekućinama čije gustoće mjere. Postoje alkoholometri (pokazuju udjel etanola), laktometri (pokazuju udjel masti u mlijeku), saharometri (pokazuju udjel saharoze u vodenoj otopini) i drugi. Postoje dvije vrste aerometara: konstantne zapremine i konstantne težine. U vojsci se areometri koriste najviše za određivanje gustoće tekućina u hidrauličnim sistemima oružja i akumulatorima, te u gustoćama goriva i kiselina, uz to se koristi i prilikom hidroloških radova.
Ljestvice na areometrima su različite:
- Bauméova - korištena kemijskoj industriji i farmakologiji;
- Brixova - za mjerenje voćnih sokova, u dobivanju vina i u industriji šećera;
- Oechsleova - za mjerenje gustoće vinskog mošta;
- Platonova - za mjerenje gustoće prilikom raznih fermentacija;
- Twaddellova - korištena u industriji izbjeljivača i bojila.

## Objašnjenje
Areometar je cijev od stakla koja na gornjem uskom dijelu ima skalu, a dolje je opterećena živom ili sačmom kako bi težište bilo što niže. Prema Arhimedovu zakonu kruto tijelo roni to dublje u tekućinu što je gustoća tekućine manja, areometar mora toliko uroniti da težina istisnute tekućine bude jednaka njegovoj težini. Prema tome, areometar će uroniti dublje u tekućinu manje gustoće, a manje u tekućinu veće gustoće. Areometar ima skalu na kojoj se može kod razine tekućine odmah pročitati njena gustoća.
Oznake najvećih gustoća nalaze se na donjem dijelu, a najmanjih na gornjem dijelu skale. Areometrom mjeri se i gustoća tekućina, i to najčešće u stupnjevima Baumea. Po toj se skali razmak između crte do koje uroni areometar u vodi kod 15 °C i crte do koje uroni u koncentriranoj sumpornoj kiselini kod 15 °C (gustoća 1 842 kg/m3), razdijeli na 66 jednakih dijelova. Voda po toj skali ima gustoću 0 Be (bomea), a sumporna kiselina 66 Be.

## Areometar konstantne zapremine
Najpoznatiji areometri konstante zapremine su Nicholsonov i Fahrenheitov.

### Nicholsonov areometar
Služi za određivanje specifične težine tekućina i specifične težine čvrstih tijela, Sastoji se od metalnog šupljeg tijela (B), drške na kojoj je pričvršćen tanjurić za utege (T), košare (C) i metalne kugle (D) koja omogućuje uspravno uranjanje uređaja. Za određivanje specifične težine tekućine areometar (težine a) se potapa u tekućinu poznate specifične težine (destilirana voda) do oznake O, dodavanjem potrebnog broja utega od c grama, a zatim se stavlja u tekućinu nepoznate specifične težine te isto učini dodavanjem utega od d grama. Specifična težina nepoznate tekućine bit će: {\displaystyle {\frac {a+d}{a+c}}}.
Za određivanje specifične težine čvrstih tijela na tanjurić sprave stavlja se potreban broj utega od b grama da sprava potone u destiliranu vodu do oznake O. Zatim se umjesto utega na tanjurić postavi tijelo koje mjerimo i dodaju utezi od e grama dok uređaj opet ne potone do oznake O. Ispitivano tijelo zatim se stavlja u košaru C, a na tanjurić utegu od f grama da bi sprava potonula do oznake O. Potisak koji proizvodi voda na tijelo iznosi {\displaystyle f-e}. Odnos je specifična težina tijela.

### Fahrenheitov areometar
Služi za određivanje specifične težine samo tekućine. Sastoji se iz šupljeg staklenog tijela i drške s tanjurićem za utege. Postupak pri mjerenju specifične težine tekućine isti je kao kod Nicholsonovog areometra.

## Areometar konstantne težine
Areometar konstantne težine služi za mjerenje gustoće tekućine. Težina uređaja ostaje konstantna, a dubina uranjanja zavisi o gustoći tekućine. Sastoji se od zatvorene staklene cijevi, na čijem se donjem dijelu nalazi živa B, koja održava uspravno ronjenje, i živa termometra u dijelu C s kapilarnom cjevčicom D. Gornji, izduženi dio, gradiran je u podjelama gustoće raznih tekućina (denzimetri) ili u podjelama koje ne odgovaraju gustoćama tekućina. Kod preciznijih instrumenata uzima se u obzir i temperatura tekućina. Postoje dvije vrste ovih areometara: za tekućine lakše od vode (benzin, benzen, alkohol, naftu) i za tekućine teže od vode (kiseline, baze). Kod prve vrste težina žive u djelu B određuje se tako da areometar uroni u destiliranu vodu temperature 4°C do crtice n, a kod druge do crtice m. Podjele između crtica n i m obično odgovaraju promjeni gustoće za 0,01 ili 0,005 g/cm3.

### Bauméov areometar
Među areometar koji nemaju određene podjele prema gustoćama tekućina, najveću primjenu ima Bauméov areometar. Na njemu, za određivanje gustoće tekućina manje od 1 g/cm3, crtica s oznakom O pokazuje razinu uranjanja areometra u vodu s 10% otopinom soli, a crtica s oznakom 10 razinu uranjanja u čistu destiliranu vodu. Udaljenost među crticama dijeli se na 10 jednakih dijelova, a svaka crtica naziva se Bauméov stupanj (°Be). Za određivanje gustoće tekućina veće od 1 g/cm3, crtica s oznakom O pokazuje uranjanje areometra u čistoj destiliranoj vodi, a crtica s oznakom 15 uranjanje u 15% otopinu soli. Udaljenost između crtica dijeli se na 15 jednakih dijelova. Gradiranje u Bauméovoj skali vrši se pri raznim temperaturama. Skala gradiranja pri temperaturi 15°C naziva se normalnom.